# Volta da Ascensión
La Volta da Ascensión era una cursa ciclista per etapes que es disputa pels voltants de Santiago de Compostel·la (Galícia). Tenia categoria amateur i només l'edició de 2008 va formar part de l'UCI Europa Tour.
Creada el 1975, fins dos anys després la classificació va ser individual.

## Palmarès
| Any       | Guanyador                    | Segon                        | Tercer                      |
| --------- | ---------------------------- | ---------------------------- | --------------------------- |
| 1975      | Almogavares de Cataluña      | Teka de Santander            | C.I.P.I.S.A. de Valladolid  |
| 1976      | Lugones de Asturias          | Hernán Orbegozo de Guipúzcoa | Fico Riego Lomba de Galicia |
| 1977      | Carlos Machín                | Alfonso Blanco               | José Luís Blanco            |
| 1978      | Fortunato Greciano           | José Antonio Cabrero         | Faustino Cueli              |
| 1979      | José Luís Rodríguez Inguanzo | Vicente Iza                  | Fabián García               |
| 1980      | Fabián García                | Ángel Ocaña                  | Andrés Mira                 |
| 1981      | Julián Gorospe               | Eduardo González Salvador    | Aladino García              |
| 1982      | Arsenio González             | Evaristo Portela             | Rufino Alonso Cristóbal     |
| 1983      | Camilo Figueroa              | Evaristo Portela             | José del Ramo               |
| 1984      | José Luís Blanco             | Francisco Javier Rodríguez   | Camilo Figueroa             |
| 1985      | Rufino Alonso Cristóbal      | Manuel Antonio de Sa Correia | Isaac Lisaso                |
| 1986      | Isidro Araujo                | Xavier Landa                 | Argimiro Blanco             |
| 1987      | Gonzalo Aguiar               | Jesús Losada                 | Pedro Merayo                |
| 1988      | Miguel Ángel Serrano         | José Luís Izaguirre          | Arturo Geriz                |
| 1989-1990 | No disputada                 |                              |                             |
| 1991      | Soren Petersen               | José Ángel Vidal             | Marco Antonio Rodrigo       |
| 1992-2006 | No disputada                 |                              |                             |
| 2007      | José Luís Ruíz Cubillo       | Sergio Herrero               | Óscar Laguna                |
| 2008      | Pablo de Pedro               | José Baños                   | Francisco Torrella          |
| 2009      | Rafael Rodríguez Segarra     | Álvaro García                | David Gutiérrez Gutiérrez   |